# (33393) Khandelwal
1999 CL54 (asteroide 33393) é um asteroide da cintura principal. Possui uma excentricidade de 0.15940070 e uma inclinação de 2.25536º.
Este asteroide foi descoberto no dia 10 de fevereiro de 1999 por LINEAR em Socorro.